# Морские клещи
Морские клещи (лат. Halacaridae) — семейство тромбидиформных клещей из надотряда Acariformes. Более 1000 видов и 60 родов, обитатели морей и пресных вод.

## Распространение
Морские клещи известны из всех океанов, различия в количестве видов между различными морскими районами, вероятно связано в основном из-за разных уровней охвата исследованиями. Хотя есть некоторые довольно широко распространённые виды, представители семейства преимущественно ограничены определённым участком океана, глобально распространённых видов нет, но, по-видимому, также нет эндемичных видов. И мелкое море и глубокое море, а также полярные и тропические моря вмещают различные фауны. Для некоторых видов весьма вероятно, что они были недавно перенесены морским транспортом в новые районы.
Тропические и умеренные (с умеренным климатом) морские районы примерно одинаково богаты видами, полярные участки по сравнению с ними значительно более бедны видами. В Южном океане известно 73 вида, но в Северном Ледовитом океане только 30. В настоящее время в Северном море Голландии известно 25 видов. 85 % известных видов живут в мелководных морских районах, но они гораздо лучше изучены, чем в глубинах морей. Отдельные виды также известны из среды гидротермальных подводных полостей («чёрных курильщиков»), но они не особенно богаты видами и не распространены здесь.

## Описание

### Морфология
Водные (как правило, морские) клещи микроскопических размеров. Длина тела от 150 мкм до 2000 мкм. Из четырех пар ног две передние обращены вперед, а две — назад. Относительно короткие ноги имеют шесть сегментов. Тело относительно слабо склеротизовано. Дорзум с 1—4 спинными склеротизованными щитками с разным орнаментом в полосатом покрове (передняя, задняя и парная боковые пластинки) и (иногда) связанные меньшие пластинки, щитки иногда перекрываются (Mictognathinae). Дорзум обычно с 5-10 парами щетинок, обычно с 1-2 парами дорсолатеральных глазков-оцеллий (иногда отсутствует), иногда с пигментным фоточувствительным полем. Лапки I—IV с сильно развитыми боковыми коготками, обычно с зазубренными краями и часто с эмподиумом в форме когтя или раздвоенного; взрослые особи с 2 или несколькими парами генитальных папилл на, рядом или под парой генитальных вальв. Трихоботриальные сенсиллы отсутствуют.

### Биология
Большинство видов это морские клещи, также известны солоноватоводные и пресноводные представители.
Все виды обитают в придонном слое («бентос») и не являются плавучими.
Обычно обнаруживаются прикрепленными к субстратам, включая водоросли и морских беспозвоночных. Из-за их небольшого размера они представляют собой пример так называемой мейофауны, то есть они больше, чем микрофауна (особенно простейшие), но меньше, чем макрофауна (например, полихеты, иглокожие, моллюски).
Обитают во всех морских средах обитания, от полярных до тропических широт и от зоны прибрежных пляжей до глубоководных мест глубиной 5000 метров. Морские клещи часто живут в системе щелей грубозернистых морских отложений («мезопсаммон»). Они обитают в пространстве между песчинками, также на поверхности почвы между слоистыми органическими осадками. Другие виды живут на водорослях или («эпизоотии») на относительно крупных морских животных, таких как губки, моллюски, ракообразные, немертины, многощетинковые черви или иглокожие. У некоторых видов обнаружен или подозревается паразитический образ жизни. Один род живет в кишечнике морских звезд, другие живут между жабрами крабов и моллюсков.
Среди преобладающего большинства раздельнополых форм, известен только один партеногенетический вид (Isobactrus setosus (Lohmann, 1889)). Из яйца морского клеща выводится личинка с шестью ногами, за которой следуют от одной до трёх, но обычно две нимфальные стадии с восемью ногами, последняя из которых вырастает до взрослой стадии. Количество яиц, откладываемых самкой, относительно невелико, почти всегда меньше 50. Время развития обычно составляет один год. Продолжительность жизни взрослых особей обычно колеблется от пяти до девяти месяцев. Нимфы и личинки живут в той же среде обитания, что и взрослые с похожим образом жизни. Потребляют только жидкую пищу. Более 300 видов относят к крупнейшему роду Copidognathus, для которого характерна ассоциация с бактериями и грибами. Другие виды являются хищниками или паразитами. В нескольких родах, например, в Rhombognathus (более 90 видов), была обнаружена фитофагия на водорослях.
Морские клещи отсутствуют в районах с мелкозернистым, мутным грунтом, в бескислородных отложениях и в антропогенно разрушенных биотопах. Они не очень устойчивы к загрязнению морской среды и поэтому могут быть использованы в качестве индикаторов вмешательства человека.
- Halacarus ctenopus
- Halacarus frontiporus
- Halacarus actenos, H. oblongus
- Agauopsis microrhyncha

## Классификация
Включает более 1000 видов, 63 рода, более 10 подсемейств. Группа была впервые выделена шотландским зоологом Эндрю Мюрреем. Некоторые подсемейства иногда рассматривались в ранге семейств: Limnohalacarinae (иногда ?Limnohalacaridae), Rhombognathinae (иногда ?Rhombognathidae), Lohmannellinae (иногда ?Lohmannellidae).
- Acarochelopodinae Bartsch, 1977
  - Acarochelopoda Angelier, 1954
- Actacarinae Viets, 1939
  - Actacarus Schulze, 1937
- Anomalohalacarinae Bartsch, 1985
  - Anomalohalacarus Newell, 1949
- Astacopsiphaginae Viets, 1931
  - Astacopsiphagus Viets, 1931
- Australacarinae Otto, 2000
  - Australacarus Bartsch, 1987
  - Colobocerasides Viets, 1950
- Copidognathinae Bartsch, 1983
  - Acarothrix Bartsch, 1990
  - Copidognathus Trouessart, 1888
    - = Pontacarus Lohmann, 1901

  - Copidognathides Bartsch, 1976
  - Werthella Lohmann, 1907
- Enterohalacarinae Viets, 1938
  - Enterohalacarus Viets, 1938
- Halacarinae Murray, 1877
  - Agauides Bartsch, 1988
  - Agauopsis Viets, 1927
  - Arhodeoporus Newell, 1947
    - = Copidognathopsis Viets, 1927
    - = Plegadognathus Morselli, 1981

  - Atelopsalis Trouessart, 1896
  - Bathyhalacarus Sokolov & Yankovskaya, 1968
  - Camactognathus Newell, 1984
  - Coloboceras Trouessart, 1889
  - Halacarellus Viets, 1927
  - Halacaroides Bartsch, 1981
  - Halacaropsis Bartsch, 1996
  - Halacarus Gosse, 1855
  - Pelacarus Bartsch, 1986
  - Thalassarachna Packard, 1871
- Halixodinae Viets, 1927
  - Agaue Lohmann, 1889
    - = Polymela Lohmann, 1901

  - Halixodes Brucker & Trouessart, 1899
  - Bradyagaue Newell, 1971
  - Parhalixodes Laubier, 1960
- Limnohalacarinae Viets, 1927
  - Amlimnohalacarus Fain & Lambrechts, 1987
  - Hamohalacarus Walter, 1931
  - Himejacarus Imamura, 1957
  - Limnohalacarus Walter, 1917
  - Parasoldanellonyx Viets, 1929
  - Soldanellonyx Walter, 1917
    - = Stygohalacarus Viets, 1934
    - = Pseudosoldanellonyx Sokolov & Yankovskaya, 1970
- Lohmannellinae Viets, 1927
  - Lohmannella Trouessart, 1901
    - Leptognathus Hodge, 1863 nec Swainson, 1839 (Pisces)

  - Scaptognathides Monniot, 1972
  - Scaptognathus Trouessart, 1889
  - Xenohalacarus Otto, 2000
- Mictognathinae Otto, 1999
  - Mictognathus Newell, 1984
- Porohalacarinae Viets, 1933
  - Caspihalacarus Viets, 1928
  - Lobohalacarus Viets, 1939
    - = Walterella Romijn & Viets, 1924

  - Porohalacarus Thor, 1922
  - Troglohalacarus Viets, 1937
- Porolohmannellinae Viets, 1933
  - Porolohmannella Viets, 1933
    - Leptognathus Kramer, 1879 nec Swainson, 1839 (Pisces)
- Rhombognathinae Viets, 1927
  - Isobactrus Newell, 1947
  - Metarhombognathus Newell, 1947
  - Rhombognathus Trouessart, 1888
  - Rhombognathides Viets, 1927
    - = Rhombognathoides

  - Rhombognathopsis Viets, 1927
- Ropohalacarinae Bartsch, 1989
  - Ropohalacarus Bartsch, 1989:227
- Simognathinae Viets, 1927
  - Acarochelopodia Angelier, 1954
  - Acaromantis Trouessart, 1893
  - Simognathus Trouessart, 1889
    - = Ischyrognathus Trouessart, 1889
- Spongihalacarinae Otto, 2000
  - Spongihalacarus Otto, 2000
- incertae sedis
  - Acanthohalacarus Bartsch, 2001
  - Arenihalacarus Abe, 1991
  - Corallihalacarus Otto, 1999
  - Katharinera Vercammen-Grandjean, 1976
  - Makarovana Kocak & Kemal, 2008 (новое название для Acanthopalpus Makarova, 1978, преокупированному пауком Acanthopalpus Ausserer, 1871 (Araneae)
  - Peregrinacarus Bartsch, 1999:225
  - Phacacarus Bartsch, 1992
  - Thalassacarus Newell, 1949
  - Thalassophthirius Behan-Pelletier, 1989
  - Tropihalacarus Otto & Bartsch, 1999
  - Velardeacarus Gil & Mane-Garzon, 1980
  - Werthelloides Bartsch, 1986
  - Winlundia Newell, 1984